# South Burlington
South Burlington ist eine City im Chittenden County des US-Bundesstaates Vermont in den Vereinigten Staaten und mit 20.292 Einwohnern (laut Volkszählung des Jahres 2020) die drittgrößte Stadt Vermonts.

## Geografie

### Geografische Lage
South Burlington liegt am Ostufer des Lake Champlain, etwa 65 km nordwestlich von Montpelier, 110 km nördlich von Rutland und 150 km südöstlich von Montréal entfernt und ist Teil des industriellen Großraums Burlington. Entlang der nördlichen Stadtgrenze fließt der Winooski River. Die Landschaft ist flach, ohne nennenswerte Erhebungen.

### Nachbargemeinden
Alle Entfernungen sind als Luftlinien zwischen den offiziellen Koordinaten der Orte aus der Volkszählung 2010 angegeben.
- Norden: Winooski, 4,0 km
- Nordosten: Essex, 8,0 km
- Osten: Williston, 6,5 km
- Südwesten: Shelburne, 8,0 km
- Nordwesten: Burlington, 3,5 km

### Klima
Die mittlere Durchschnittstemperatur in South Burlington liegt zwischen −7,8 °C (18 °Fahrenheit) im Januar und 20,6 °C (69 °Fahrenheit) im Juli. Damit ist der Ort gegenüber dem langjährigen Mittel der USA um etwa 9 Grad kühler. Die Schneefälle zwischen Mitte Oktober und Mitte Mai liegen mit mehr als zwei Metern etwa doppelt so hoch wie die mittlere Schneehöhe in den USA. Die tägliche Sonnenscheindauer liegt am unteren Rand des Wertespektrums der USA, zwischen September und Mitte Dezember sogar deutlich darunter.

## Geschichte
Der Ort wurde ursprünglich als Teil der Town Burlington 1763 gegründet, doch bei der Ausgliederung des damaligen Villages Burlington zur eigenständigen City im Jahr 1864 wurde South Burlington als verbliebener ländlich strukturierter Rest selbständig. Erst mit der Entwicklung Burlingtons zum industriellen Zentrum Vermonts nach dem Zweiten Weltkrieg änderte sich das Erscheinungsbild der Gemeinde, bis auch sie 1971 zur City erklärt wurde.
Als Teil des Ballungszentrums um Burlington erfährt South Burlington großen Zulauf. Zwischen 1980 und 2010 nahm die Bevölkerung um etwa 2/3 von 10.679 auf 17.904 Einwohner zu; gegenüber 2000 ergab sich ein Zuwachs von 13,2 %. Zum Vergleich: das Bevölkerungswachstum Vermonts lag zwischen 2000 und 2010 bei rund 3 %. Der Ort dient dabei in erster Linie als Schlafstadt für Burlington, weist aber auch selbst einige Industrieansiedlungen auf. So wurde hier der Speiseeishersteller Ben & Jerry’s gegründet, der allerdings inzwischen nach Waterbury umsiedelte, und eine lokale Fluggesellschaft hat hier ihren Hauptsitz.

### Religion
In South Burlington sind eine katholische und eine reformiert jüdische Gemeinde vertreten, zudem finden sich Gemeinden der Assemblies of God, der Methodisten und der Episkopalen.

### Einwohnerentwicklung
| Volkszählungsergebnisse – City of South Burlington | Volkszählungsergebnisse – City of South Burlington | Volkszählungsergebnisse – City of South Burlington | Volkszählungsergebnisse – City of South Burlington | Volkszählungsergebnisse – City of South Burlington | Volkszählungsergebnisse – City of South Burlington | Volkszählungsergebnisse – City of South Burlington | Volkszählungsergebnisse – City of South Burlington | Volkszählungsergebnisse – City of South Burlington | Volkszählungsergebnisse – City of South Burlington | Volkszählungsergebnisse – City of South Burlington |
| Jahr                                               | 1800                                               | 1810                                               | 1820                                               | 1830                                               | 1840                                               | 1850                                               | 1860                                               | 1870                                               | 1880                                               | 1890                                               |
| -------------------------------------------------- | -------------------------------------------------- | -------------------------------------------------- | -------------------------------------------------- | -------------------------------------------------- | -------------------------------------------------- | -------------------------------------------------- | -------------------------------------------------- | -------------------------------------------------- | -------------------------------------------------- | -------------------------------------------------- |
| Einwohner                                          |                                                    |                                                    |                                                    |                                                    |                                                    |                                                    |                                                    |                                                    | 664                                                | 845                                                |
| Jahr                                               | 1900                                               | 1910                                               | 1920                                               | 1930                                               | 1940                                               | 1950                                               | 1960                                               | 1970                                               | 1980                                               | 1990                                               |
| Einwohner                                          | 971                                                | 927                                                | 938                                                | 1.203                                              | 1.736                                              | 3.279                                              | 6.903                                              | 10.032                                             | 10.679                                             | 12.809                                             |
| Jahr                                               | 2000                                               | 2010                                               | 2020                                               | 2030                                               | 2040                                               | 2050                                               | 2060                                               | 2070                                               | 2080                                               | 2090                                               |
| Einwohner                                          | 14.879                                             | 17.904                                             | 20.292                                             |                                                    |                                                    |                                                    |                                                    |                                                    |                                                    |                                                    |

## Wirtschaft und Infrastruktur

### Verkehr
South Burlington wird von der Interstate 89 durchzogen; die Interstate 189, eine kurze Verbindung zum U.S. Highway 7, zweigt hier ab. Auch der U.S. Highway 2 durchquert das Gebiet. Am nordöstlichen Stadtrand liegt der Burlington International Airport, etwa 3,5 Kilometer entfernt vom Stadtzentrum South Burlingtons. Eine direkte Bahnverbindung existiert nicht mehr, obwohl die Bahnstrecke Bellows Falls–Burlington die Stadt durchläuft; vom nahen Burlington aus verkehrt aber der Ethan Allen Express täglich nach New York City.

### Öffentliche Einrichtungen
In South Burlington gibt es kein eigenes Krankenhaus. Das  University of Vermont Medical Center in Burlington, ist das nächstgelegene Krankenhaus für South Burlington.

### Bildung
In South Burlington gibt es mehrere Schulen, drei Grundschulen, die Chamberlin School, Orchard School und die Rick Marcotte Central School. Zudem eine Mittelschule, die Frederick H. Tuttle Middle School und die South Burlington High School.
Die South Burlington Community Library wurde im Oktober 1971 gegründet. Sie soll sowohl für die Schulen, als auch für die City als Bibliothek dienen. Sie befindet sich in der South Burlington High School.

## Persönlichkeiten

### Persönlichkeiten, die vor Ort gewirkt haben
- James C. Condos (* 1951), Politiker, amtierender Vermont Secretary of State